# Вучково
Вучко́во (укр. Вучкове) — село в Межгорской поселковой общине Хустского района Закарпатской области Украины.
Население по переписи 2001 года составляло 697 человек. Почтовый индекс — 90046. Телефонный код — 3146. Код КОАТУУ — 2122480801.